# Plunderphonics
La musica plunderphonics è un genere musicale in cui le tracce sono costruite campionando opere musicali riconoscibili. Il termine venne coniato dal compositore John Oswald. La plunderphonics può essere considerata una forma di montaggio sonoro.

## Storia

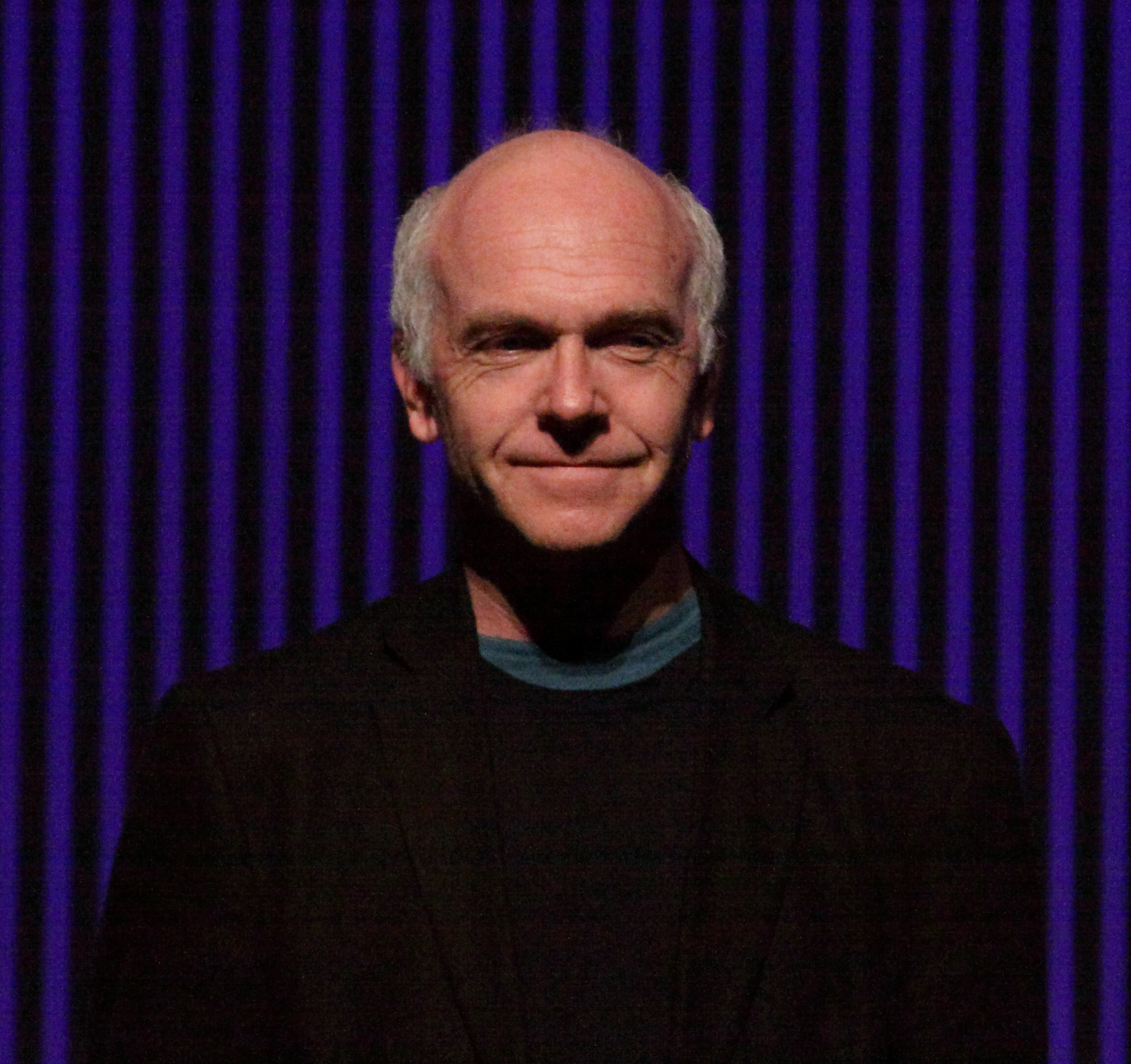
John Oswald coniò il termine plunderphonics.

Plunderphonics è una parola macedonia composta dai termini (to) plunder ("saccheggiare") e phonics (traducibile in "fonico") e venne coniata nel 1985 dal compositore e artista canadese John Oswald nel suo saggio Plunderphonics, or Audio Piracy as a Compositional Prerogative. ed esplicitamente definito nelle note di copertina del suo album Grayfolded.
L'artista concretizzò inizialmente le sue teorie nell'EP Plunderphonics (1988) e in un album omonimo (1989), ove stravolse le tracce di alcuni artisti servendosi di un giradischi. Nonostante le pressioni legali avessero portato alla distruzioni di molte delle copie dell'album, Plunderphonics viene considerato da molti un classico della musica underground. Oswald approfondì il discorso del plunderphonics anche su Plexure (1993) e  Grayfolded (1994).

## Caratteristiche
Il plunderphonics è una tecnica sonora che consiste nel distorcere un brano affinché esso risulti riconoscibile pur risultando differente rispetto alla sua versione ufficiale. Pertanto, a differenza del montaggio sonoro, spesso usato per comporre la musica hip hop e che fa solitamente uso di più fonti sonore, il plunderphonics è frutto della rielaborazione di un singolo brano. Proprio per tali motivi, il plunderphonics anticipa il remix e il mash-up. Secondo le parole di John Oswald, la tecnica da lui inventata sarebbe una "pratica referenziale e autocosciente che affronta il tema dell'originalità e dell'identità" e una "elettro-citazione" (electro-quoting).
Sebbene il concetto di plunderphonics sia apparentemente ampio, in pratica ci sono molti temi comuni usati in quella che normalmente viene chiamata musica plunderphonic. Ciò include un'ampia campionatura di film educativi degli anni '50, notiziari, programmi radiofonici o qualsiasi cosa con annunciatori vocali nei media. I contributi di Oswald a questo genere hanno usato raramente questa tipologia di materiali, ad eccezione del suo brano in stile rap del 1975 intitolato Power.
Il processo di campionamento di fonti di varia natura si trova in altri generi (in particolare nell'hip-hop e soprattutto turntablism), ma nelle opere plunderphonic, il materiale campionato è spesso l'unico suono utilizzato. Questi campioni di solito non sono chiari e talvolta comportano azioni legali per violazione del copyright. Alcuni artisti sono dei saccheggiatori che usano il loro lavoro per protestare contro quelle che considerano leggi sul copyright eccessivamente restrittive. Molti di questi artisti-saccheggiatori affermano che il loro uso dei materiali di altri artisti rientra nella dottrina del fair use.
Tale processo competitivo si sviluppa nel saccheggio che i musicisti creativi compiono su una traccia originale sovrapponendovi nuovo materiale suonato sopra di esso fino a quando il pezzo originale viene mascherato e poi rimosso. È una tecnica in studio usata da gruppi come la band sperimentale americana The Residents, che usa questa tecnica con i brani dei Beatles. Spesso la nuova traccia ha poca somiglianza con l'originale, rendendola un'opera derivata e liberando così il musicista da problemi di copyright.